# ハリソン郡 (ケンタッキー州)
ハリソン郡（英: Harrison County）は、アメリカ合衆国ケンタッキー州の北部に位置する郡である。2010年国勢調査での人口は18,846人であり、2000年の17,983人から4.8%増加した。郡庁所在地はシンシアナ市（人口6,402人）であり、同郡で人口最大の都市でもある。1794年に設立され、郡名はケンタッキー州の州昇格に尽力し、ケンタッキー州憲法を共同執筆した州議会議員ベンジャミン・ハリソン大佐に因んで名付けられた。

## 歴史
ハリソン郡は1793年12月21日に、バーボン郡とスコット郡の一部を合わせて設立された。郡名は地域の初期開拓者ベンジャミン・ハリソン大佐に因んで名付けられた。1864年6月11日から12日、ケラー橋の近くでシンシアナの戦いが起きた。初日に南軍のジョン・ハント・モーガン将軍とその1,200名のケンタッキー州騎兵が町を占領し、北軍の守備兵と第171オハイオ歩兵連隊全部を捕虜にした。モーガン隊は弾薬が乏しくなっていたにも拘わらず、町に留まり、前進してきていることを知っていた敵軍と戦うことを選択した。北軍のスティーブン・G・バーブリッジ将軍とその2,400名の騎兵および騎馬歩兵が翌朝モーガン隊を攻撃し、数で劣る南軍を町から追い出し、捕虜を解放した。

## 地理
アメリカ合衆国国勢調査局に拠れば、郡域全面積は309.88平方マイル (802.6 km2)であり、このうち陸地309.68平方マイル (902.1 km2)、水域は0.20平方マイル (0.52 km2)で水域率は0.06%である。

### 主要高規格道路
- アメリカ国道27号線
- アメリカ国道62号線

- ケンタッキー州道36号線
- ケンタッキー州道32号線
- ケンタッキー州道356号線

### 隣接する郡
- ペンドルトン郡 - 北
- ブラッケン郡、ロバートソン郡 - 北東
- ニコラス郡、バーボン郡 - 南東
- スコット郡 - 南西
- グラント郡 - 北西

## 人口動態
以下は2000年国勢調査による人口統計データである。
| 基礎データ - 人口: 17,983人 - 世帯数: 7,012 世帯 - 家族数: 5,062 家族 - 人口密度: 22人/km2（58人/mi2） - 住居数: 7,660軒 - 住居密度: 10軒/km2（25軒/mi2） 人種別人口構成 - 白人: 95.65% - アフリカン・アメリカン: 2.52% - ネイティブ・アメリカン: 0.28% - アジア人: 0.13% - 太平洋諸島系: 0.02% - その他の人種: 0.63% - 混血: 0.77% - ヒスパニック・ラテン系: 1.15% 年齢別人口構成 - 18歳未満: 25.0% - 18-24歳: 8.2% - 25-44歳: 29.8% - 45-64歳: 23.6% - 65歳以上: 13.4% - 年齢の中央値: 37歳 - 性比（女性100人あたり男性の人口） - 総人口: 95.0 - 18歳以上: 92.5 | 世帯と家族（対世帯数） - 18歳未満の子供がいる: 33.5% - 結婚・同居している夫婦: 58.0% - 未婚・離婚・死別女性が世帯主: 10.3% - 非家族世帯: 27.8% - 単身世帯: 24.0% - 65歳以上の老人1人暮らし: 11.2% - 平均構成人数 - 世帯: 2.53人 - 家族: 2.99人 収入と家計 - 収入の中央値 - 世帯: 36,210米ドル - 家族: 42,065米ドル - 性別 - 男性: 31,045米ドル - 女性: 23,268米ドル - 人口1人あたり収入: 17,478米ドル - 貧困線以下 - 対人口: 12.0% - 対家族数: 9.4% - 18歳未満: 15.8% - 65歳以上: 10.7% |

## 都市と町
- シンシアナ - 郡庁所在地
- ベリー
- コリンス

### 未編入の町
- ブレッキンリッジ
- ブロードウェル
- ブエナビスタ
- コルビル
- コナーズビル
- フックタウン
- レア
- リーズリック
- リーズバーグ
- ケラット
- モーニンググローリー
- オッドビル
- ポインデクスター
- ラッデルズミルズ
- ラトランド
- シャディヌーク
- ショーハン
- サンライズ